# Mlaștina Hergheliei - Obanul Mare și Peștera Movilei
Mlaștina Hergheliei - Obanul Mare și Peștera Movilei este o arie protejată (sit de importanță comunitară — SCI) din România, desemnată în scopul protejării biodiversității și menținerii într-o stare de conservare favorabilă a florei spontane și faunei sălbatice, precum și a habitatelor naturale de interes comunitar aflate în arealul zonei de protecție. Aceasta se întinde pe o suprafață de 231,7 ha, integral pe uscat.

## Localizare
Centrul sitului Mlaștina Hergheliei - Obanul Mare și Peștera Movilei este situat la coordonatele 43°50′16″N 28°35′00″E / 43.83785°N 28.583339°E. Acesta se întinde pe teritoriul administrativ al orașului Mangalia din județul Constanța.

## Înființare
Situl Mlaștina Hergheliei - Obanul Mare și Peștera Movilei (ROSCI0114) a fost declarat sit de importanță comunitară în decembrie 2007 pentru a proteja 1 specie de animale. Situl include rezervația naturală Obanu Mare și Peștera Movile.

## Biodiversitate
Situată în ecoregiunile Marea Neagră și de stepă, aria protejată conține 3 habitate naturale: Cursuri de apă de la nivel de câmpie la nivel montan, cu vegetație Ranunculion fluitantis și Callitricho-Batrachion, Peșteri inaccesibile publicului, Tufișuri caducifoliate ponto-sarmatice.
La baza desemnării sitului se află o specie protejată de  mamifere: popândău (Spermophilus citellus).
Pe lângă speciile protejate, pe teritoriul sitului au mai fost identificate 13 specii de plante, 3 specii de mamifere, 69 de specii de nevertebrate.